# El Triunfo, Pantepec
El Triunfo är en ort i Mexiko.   Den ligger i kommunen Pantepec och delstaten Chiapas, i den sydöstra delen av landet, 700 km öster om huvudstaden Mexico City. El Triunfo ligger 1 509 meter över havet och antalet invånare är 734.
Terrängen runt El Triunfo är bergig åt nordväst, men åt sydost är den kuperad. Runt El Triunfo är det ganska tätbefolkat, med 104 invånare per kvadratkilometer. Närmaste större samhälle är Rayón, 4,8 km öster om El Triunfo. I omgivningarna runt El Triunfo växer i huvudsak städsegrön lövskog.